# Leffe (cervesa)

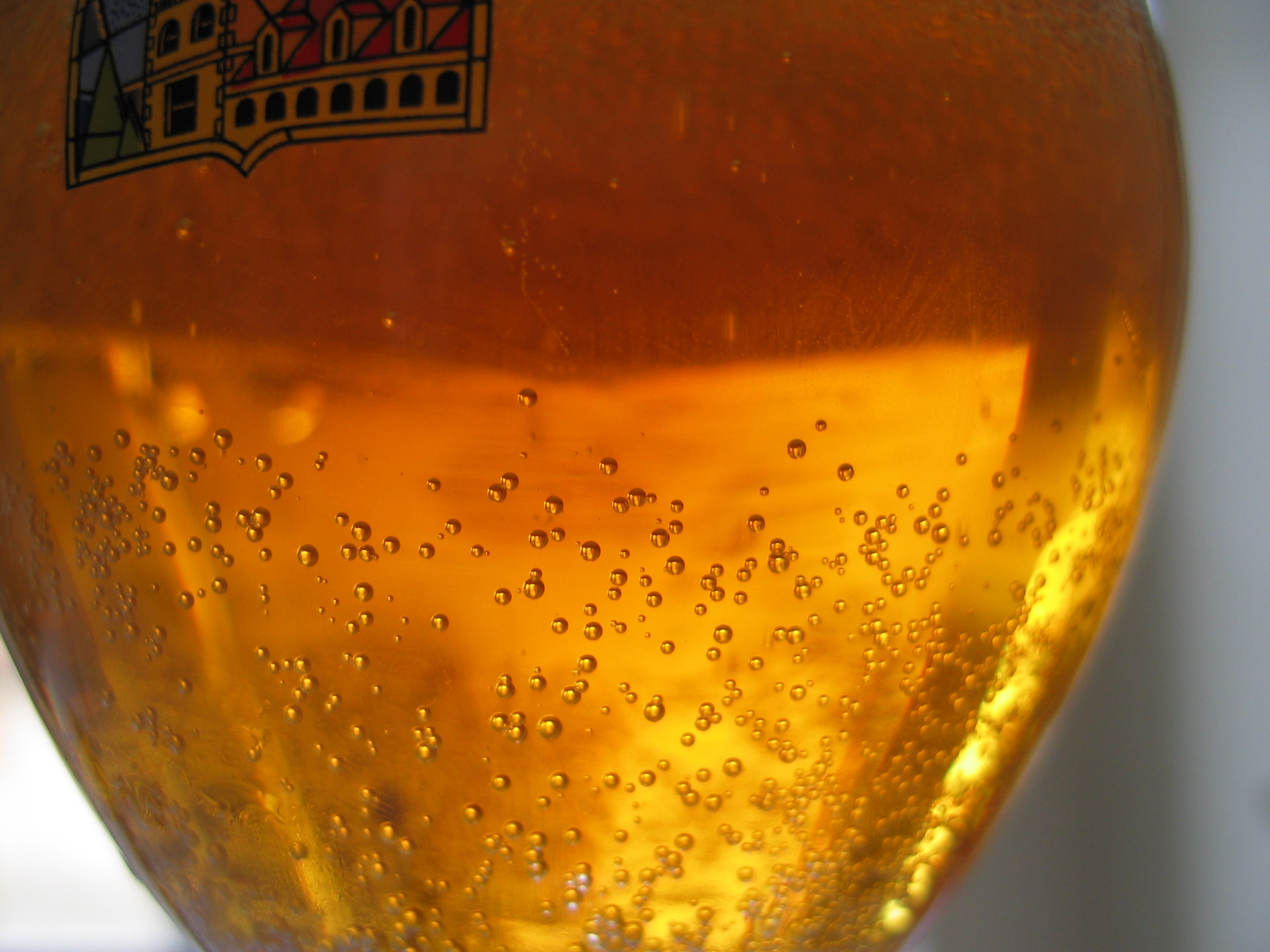
Leffe Blonde

Leffe és una marca belga de cervesa d'abadia, que pertany a l'empresa AB InBev, un dels majors productors de cervesa del món. Tot i ser produïda de manera industrial, té la seva arrel en receptes de l'Abadia premonstratenca de la Mare de Déu de Leffe (Dinant). És una de la més conegudes i més venudes internacionalment, i per això considerada «erroniàment com una de les millores de Bèlgica», segons els crítics de The beer book.

## Història
L'elaboració de cervesa era una tradició de molts monestirs. Després de la supressió de l'abadia durant la revolució francesa, els edificis del monestir van anar canviant de mans i l'elaboració de cervesa va continuar en menor escala fins al 1809, quan es va interrompre per complet.

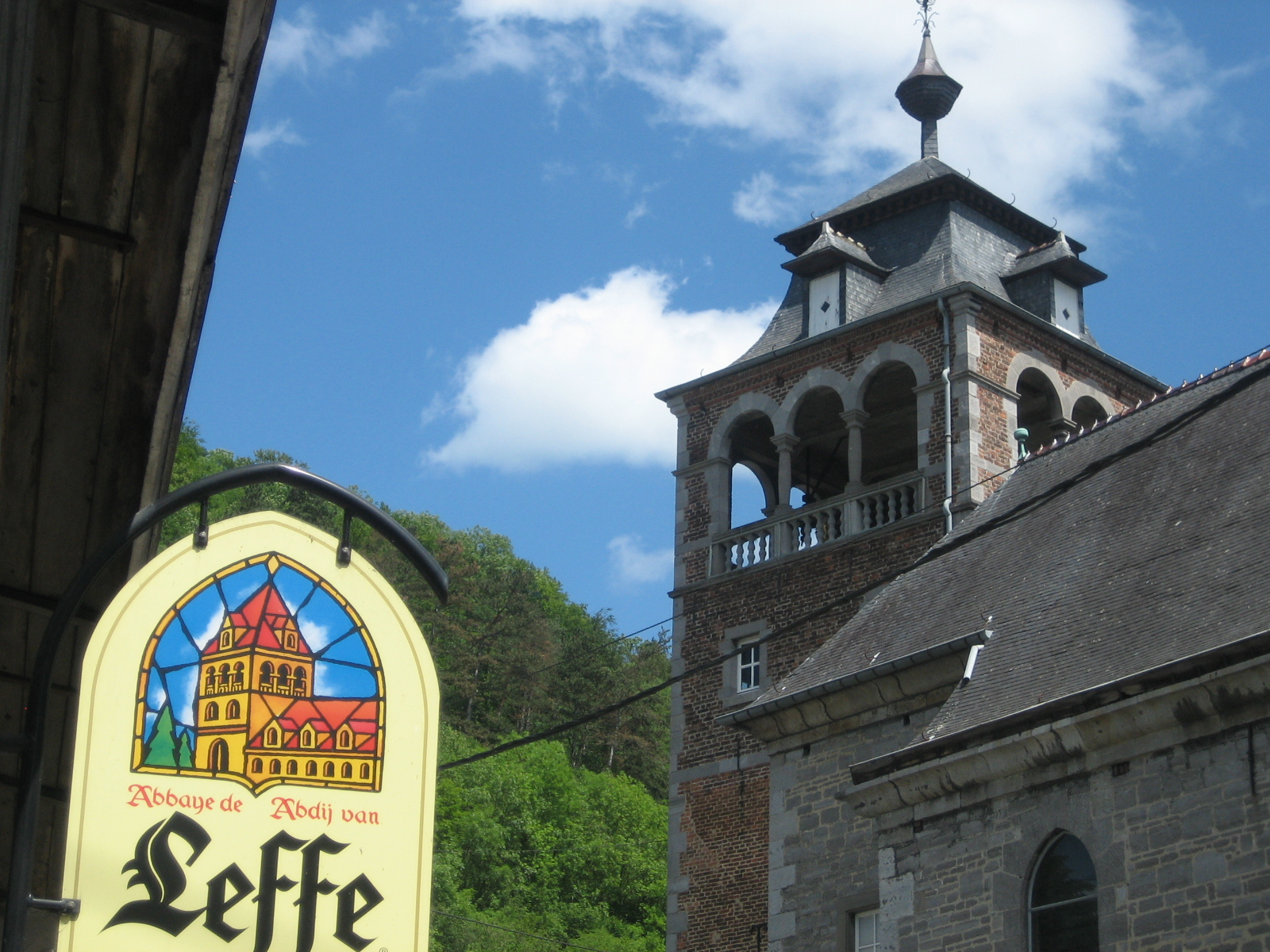
La torre de l'abadia des del Museu Leffe

El 1902, els canonges van tornar a l'abadia, i el 1937 l'abadia Leffe va ser declarada edifici històric. El 1952, en cercar una font d'ingressos, l'abat va tornar a llançar la producció de cervesa, després d'una associació amb el cerveser brabançó Albert Lootvoet d'Overijse. La producció es continuava basant en la recepta i els processos tradicionals. Va ser un èxit des del primer moment. Es diu que aquest acord comercial és el primer d'aquestes característiques que es va realitzar. La cerveseria Lootvoet va ser més tard comprada per l'empresa internacional de cervesa Interbrew (ara AB InBev). Llavors, la cervesa Leffe es va elaborar a Mont-Saint-Guibert, fins que Interbrew va tancar també aquest establiment i va concentrar la producció en la megacerveseria de Lovaina.

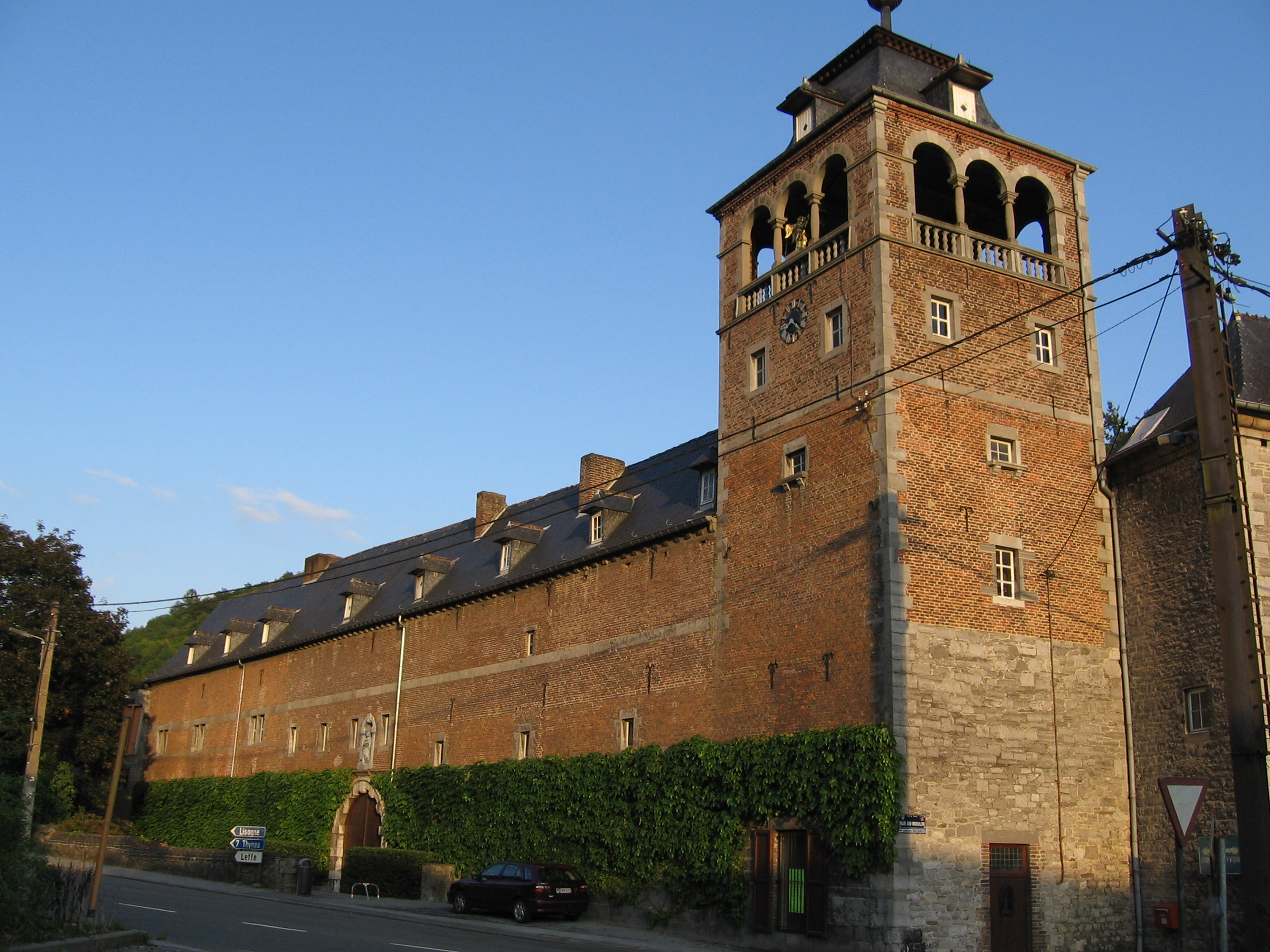
L'Abadia de la Mare de Déu de Leffe

A costat de l'abadia, s'ha creat la Maison Leffe que alberga un hotel, «La Merveilleuse» i un museu, on es poden descobrir les diferents varietats de Leffe, la història i el procés d'elaboració. El grup multinacional continua pagant drets als monjos per utilitzar el nom.

## Varietats de Leffe

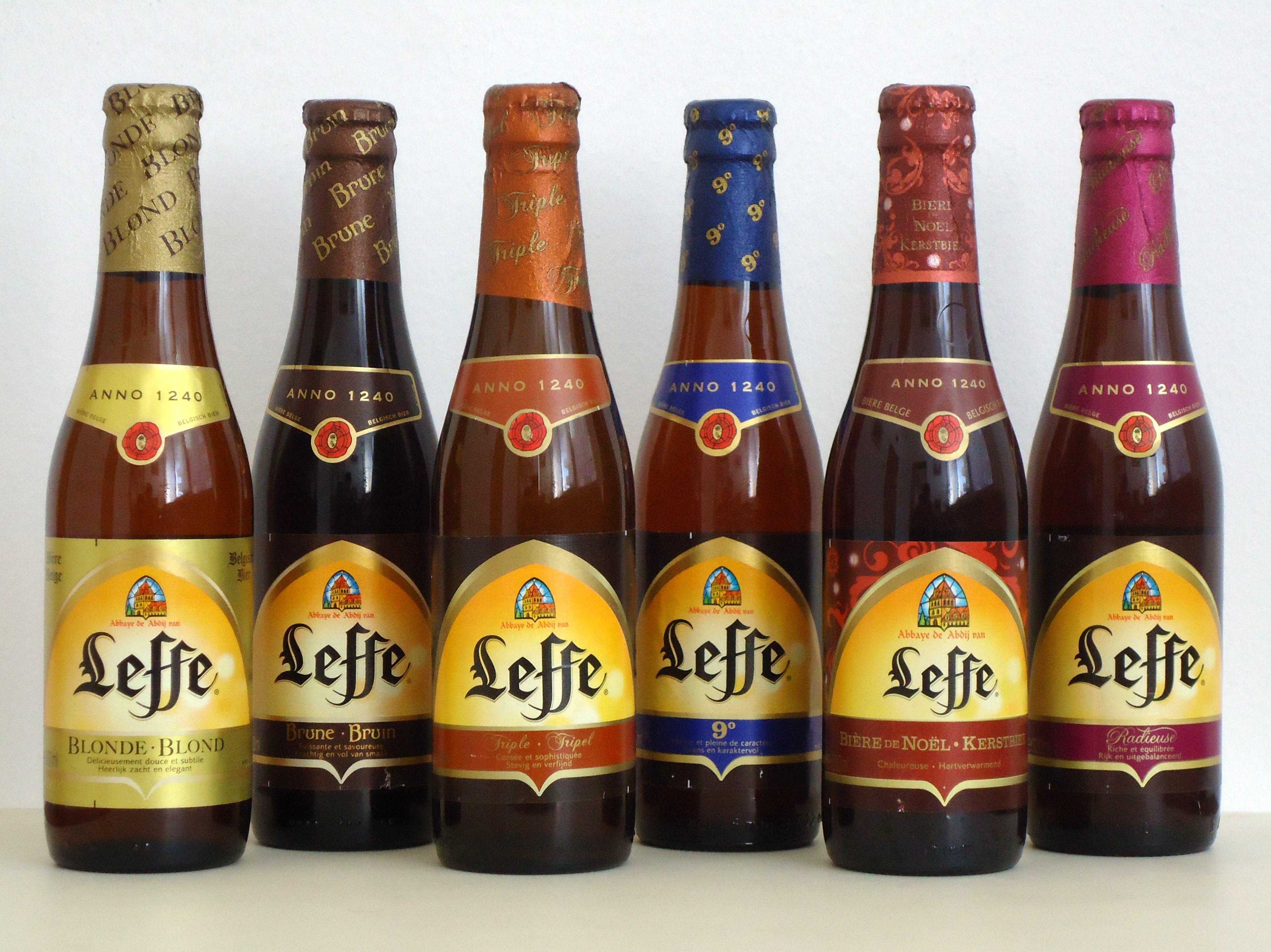
Varietats de Leffe

La marca Leffe produeix diverses cerveses sota aquest nom, totes elles considerades cerveses d'abadia. N'hi ha algunes que només es venen durant certes èpoques de l'any, com són la Leffe Kerstbier (al Nadal) o la Leffe Lentebier (a la primavera), i d'altres que es poden trobar durant tot l'any.
- Leffe Blond. És la cervesa més coneguda de Leffe. És una cervesa rossa suau i afruitada, tot i que té un regust una mica picant amb un toc a taronja amarga. És d'un color groc fluix degut al malt. Conté un 6,6% d'alcohol i la temperatura ideal de conservació és entre els 5 °C i els 6 °C.[5]

- Leffe Bruin. És una cervesa d'abadia autèntica, elaborada segons la recepta tradicional de l'Abadia de Leffe. Aquesta cervesa negra té un delicat gust de vainilla i claus, i l'aroma de caramel. El seu color fosc és degut al malt torrat. Conté un 6,5% d'alcohol.
- Leffe Radieuse. Amb ordi escollit minuciosament, aquesta cervesa té accents afruitats i a terra. Conté un 8,2% d'alcohol i la temperatura ideal de conservació és entre els 5 °C i els 6 °C.
- Leffe Ruby. Combinada amb fruits vermells.El seu gust és suau i refrescant, amb un toc a espècies. Tot i que és una cervesa més dolça, no és embafadora i té un toc amarg. Conté un 5% d'alcohol.[6]
- Leffe Tripel. És una cervesa d'abadia rossa que es continua fermentant a l'ampolla. Durant aquesta segona fermentació, el contingut d'alcohol arriba fins a un 8,4%. Això produeix una cervesa robusta i refinada, molt aromàtica i amb un regust de llimones.
- Leffe 9. És una cervesa d'abadia. Té un color daurat fort causat pel procés de fermentació, la qual es duu a terme a una temperatura superior a la normal. L'aroma és especiada, amarga i afruitada a la vegada; i té un llarg i suau regust fumat. Conté un 9% d'alcohol.
- Leffe Lentebier. Només es posa a la venda durant la primavera. És semblant a la Leffe Blond, tot i que bastant més dolça i el seu color és més fosc. Té una aroma ensucrada i conté un 6% d'alcohol.
- Leffe Kerstbier. És una cervesa negra que només s'elabora per a les festes de Nadal. Té una aroma molt diferent del llevat clàssic de Leffe i un gust de fruits vermells i espècies. Conté un 6,6% d'alcohol.[7]